# WIM-Awia
WIM-Awia – rosyjska linia lotnicza założona w 2000 roku z siedzibą w Moskwie. Hub tej linii lotniczej znajduje się na lotnisku Domodiedowo w Moskwie. Linie operują na międzynarodowych trasach z Moskwy, oraz wykonują połączenia czarterowe.

## Historia
Linie lotnicze WIM-Awia zostały założone i rozpoczęły działalność w 2000. Po przejęciu kilku małych przewoźników pod koniec 2004, linie zakupiły 12 samolotów Boeing 757 i jako pierwsze w Rosji zaczęły operować na trasach czarterowych z użyciem zachodnich maszyn. Od 9 listopada 2006 linia Aviaprad rozpoczęła loty na trasie Moskwa - Jekaterynburg za pomocą Boeingów 757 wydzierżawionych od WIM-Awia.

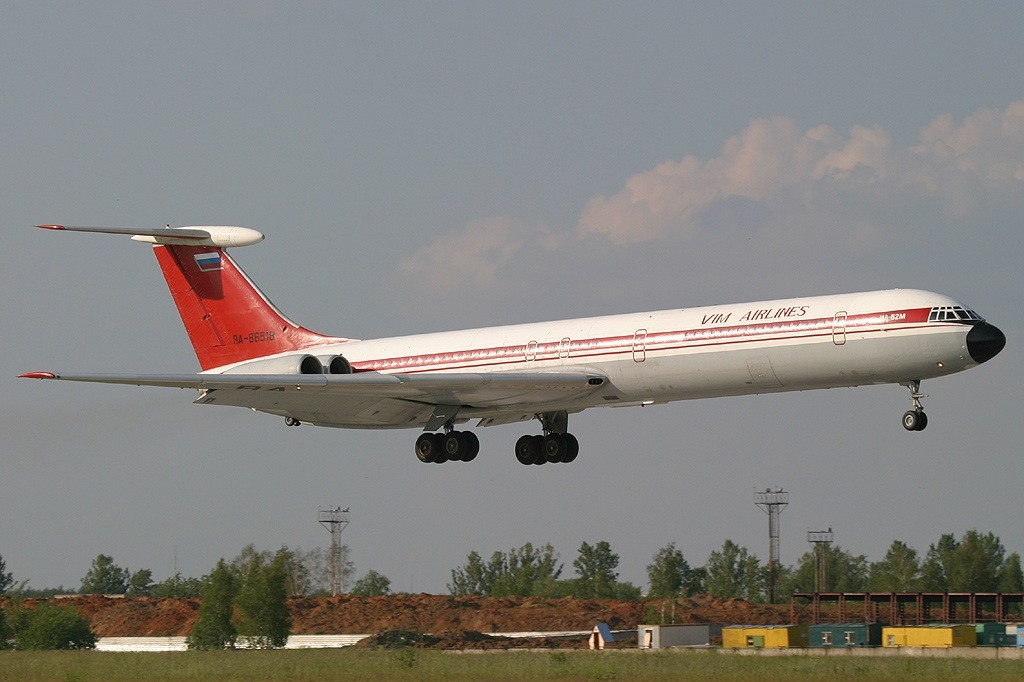
Iljuszyn Ił-62 rosyjskich linii lotniczych WIM-Awia

## Porty docelowe

### Azja
- Azerbejdżan
  - Gandża - Port lotniczy Gandża
  - Lenkoran - Port lotniczy Lenkoran
- Kirgistan
  - Osz - Port lotniczy Osz
- Uzbekistan
  - Andiżan - Port lotniczy Andiżan
  - Namangan - Port lotniczy Namangan
  - Karszy - Port lotniczy Karszy

### Europa
- Grecja
  - Saloniki - Port lotniczy Saloniki-Makedonia
- Hiszpania
  - Malaga - Port lotniczy Málaga
  - Teneryfa - Port lotniczy Reina Sofía
- Szwecja
  - Jönköping - Port lotniczy Jönköping
- Włochy
  - Rimini - Port lotniczy Rimini

## Trasy czarterowe

### Afryka
- Egipt
  - Szarm El-Szejk - Port lotniczy Szarm el-Szejk

### Azja
- Izrael
  - Ejlat - Port lotniczy Ejlat

### Europa
- Austria
  - Salzburg - Port lotniczy Salzburg
- Francja
  - Chambéry - Port lotniczy Chambéry
  - Grenoble - Port lotniczy Grenoble-Isère
- Niemcy
  - Lippstadt - Port lotniczy Paderborn/Lippstadt
- Hiszpania
  - Malaga - Port lotniczy Málaga
  - Teneryfa - Port lotniczy Reina Sofía
- Rosja
  - Symferopol – Port lotniczy Symferopol
- Turcja
  - Antalya - Port lotniczy Antalya
- Włochy
  - Bergamo - Port lotniczy Bergamo-Orio al Serio